# Studentrabatt
Studentrabatt är rabatter riktade specifikt till studenter.